# Коло (фільм, 1972)
«Коло» (рос. «Круг») — радянський фільм-детектив, знятий на кіностудії «Ленфільм» у 1972 році режисером Гербертом Раппапортом. Продовження стрічки «Два квитки на денний сеанс».

## Сюжет
Інспектор ОБХСС капітан міліції Олександр Альошин, проводячи перевірку за фактом пожежі на складі хімфармзаводу виявляє, що ще до загоряння опіум, який перебував на складі, був підмінений на крейду. Підозра в розкраданні наркотичної речовини спочатку падає на начальника транспортної дільниці Фролова Р. С. Але подальше розслідування показує, що крадіжка і підпал вчинено невідомим водолазом, а організатором розкрадання є хтось із працівників заводу. Так само встановлений і потенційний покупець опіуму — іноземний наркоділок Бербат. Замітаючи сліди злочинці намагаються змусити замовкнути свідків: Фролова шантажують, а виробника спеціальних контейнерів для переправлення опіуму за кордон, завгоспа «дядю» Гришу вбивають. Далі підозра в організації злочинної групи падає на комерційного директора хімфармзаводу Васильцева В. С., він дає суперечливі показання, але як з'ясовує Альошин, брехня Васильцева викликана подружньою зрадою. Таким чином, залишається тільки одна людина, яка могла б організувати розкрадання…

## У ролях
- Олександр Збруєв —  капітан міліції Олександр Іванович Альошин
- Ігор Горбачов —  полковник міліції Микола Іванович Ніколаєв
- Петро Горін —  майор міліції Семен Петрович Шондиш
- Олексій Кожевников —  капітан міліції Андреєв
- Армен Джигарханян —  начальник транспортної дільниці Ростислав Сергійович Фролов
- Євгенія Уралова —  Світлана Фролова, дружина Фролова, працівниця хімфармзаводу
- Микола Рибников —  комерційний директор хімфармзаводу Віктор Степанович Васильцев
- Світлана Немоляєва —  Лара Васильцева, працівниця «Інтуриста», дружина Віктора Степановича Васильцева
- Світлана Коркошко —  Ольга Свєшнікова, працювала на хімфармзаводі в бюро раціоналізації і винаходів
- Пантелеймон Кримов —  завгосп дядько Гриша (Григорій Тихонович)
- Роман Громадський —  водолаз-контрабандист Міша, коханець Ольги
- Альгімантас Масюліс —  містер Бербат, «Налім», іноземний наркоділок

## Знімальна група
- Сценарій —  Едгара Дубровського, Євген Худик,  Герберт Раппапорт
- Режисер-постановник —  Герберт Раппапорт
- Головний оператор —  Олександр Чиров
- Головний художник —  Всеволод Улітко
- Композитор —  Олександр Мнацаканян